# Llibre de franqueses i privilegis del regne de Mallorca
El Llibre de franqueses i privilegis del regne de Mallorca, conegut també com a Llibre dels Reis, és considerat el document més valuós conservat a l'Arxiu del Regne de Mallorca (ARM, còdex 1). Es tracta d'una recopilació de privilegis i franqueses concedits per Jaume I i els monarques privatius de la Casa de Mallorca, i constitueix una obra fonamental per entendre la fundació i el desenvolupament de la societat cristiana a l'illa després de la seva conquesta.

## Història
El Llibre de franqueses i privilegis del regne de Mallorca, conegut com a Llibre dels Reis, va ser encarregat pels Jurats de la Ciutat i Regne de Mallorca al prevere Romeu Despoal, que hi treballà des de 1334 fins a 1339,  i redescobert el 1840 per Josep Maria Quadrado. Al manuscrit s'indica que fou encomanat pels:
| « | dominos Consules seu Iuratos Civitatis et tocius patriae Maioricarum ad honorem seu utilitatem atque ad bonum regimen Civitatis ac tocius Regni supradicti Maioricarum | » |

Es conserva el nom dels jurats que encarregaren aquesta recopilació: Guillem de Santiscla, donzell i jurat en cap, Francesc Duran, Joan des Portell, Pere de Sitges, Arnau Roig i Guillem Burguera.
Aquest encàrrec tenia com a objectiu compilar les bases jurídic-polítiques d'una societat cristiana creada ex novo després de la conquesta de Mallorca per Jaume I. El llibre es va redactar en un context històric de tensions entre el rei Jaume III i els jurats, motivades per disputes fiscals i polítiques. Aquestes tensions es veuen reflectides en el contingut del manuscrit, que no només recull els privilegis, sinó que també reforça els drets de la Universitat de Mallorca.
El 2007, es presentà un estudi que anunciava el descobriment del còdex 1498, datat el 1288, el qual és el document més antic conegut sobre privilegis de Mallorca i el converteix en una font prèvia al Llibre dels Reis. Aquest treball també ha permès reordenar cronològicament els diversos còdexs i analitzar-ne el context històric, polític i administratiu. Fins a 2010 no es va publicar la primera investigació integral sobre el Llibre dels Reis. Aquest estudi global va analitzar tant els aspectes jurídics, fins aquell moment poc estudiats en profunditat, com artístics del manuscrit.

## Contingut
El manuscrit inclou transcripcions de documents que abasten des de 1230 fins a 1339, principalment de Jaume I i els reis privatius de Mallorca, a més d'alguns dels reis d'Aragó. El manuscrit es divideix en dues parts principals: una compilació en llatí, que inclou 105 documents, i una altra en català, en gran part traduïda de l'anterior, amb 118 documents. Entre els dos blocs s'insereixen un còpia dels Usatges de Barcelona i textos complementaris com un calendari litúrgic, fragments dels Evangelis i notícies històriques rellevants, com l'eclipsi de sol de 1239, que aquí apareix indicat el 1233.
Al manuscrit s'inclouen textos fundacionals com la Carta de Franquesa de Mallorca de 1230, que establia un marc legal i de drets per als habitants de Mallorca i evitava la introducció del feudalisme a l'illa, o si més no, dels tipus de feudalisme que era present a la resta de la Corona d'Aragó. En un apartat del manuscrit s'aprofundeix en les conseqüències negatives que podrien sorgir per a la Universitat i per al bé comú en cas que es perdessin o es negligissin els privilegis i concessions atorgades pels monarques.
L'ús del català al text s'emmarca al fet que a diferència d'altres territoris de la Corona d'Aragó, on predominava el llatí com a llengua administrativa, a Mallorca es va utilitzar majoritàriament el català, degut a la manca de funcionaris formats en llatí i a la necessitat d’una llengua vehicular comprensible.

## Valor artístic
Aquest manuscrit, que compta amb 385 folis, presenta decoracions elaborades en uns 350, incloent-hi orles daurades i colors vius com el vermell, blau, morat i verd. Les ornamentacions combinen escenes al·legòriques i fantàstiques amb motius antropomòrfics, zoomòrfics, fitomòrfics i geomètrics. Entre els seus elements més destacats es troben dues miniatures a pàgina completa que introdueixen els textos en llatí i català, una trentena de miniatures més petites i més d'un miler de caplletres ornamentades. Al segle xix, lestat deteriorat de l'enquadernació va portar a la seva substitució per una nova, inspirada en l'original, però enriquida amb claus, cantoneres, plaques i tancadors de coure daurat al foc. Aquesta restauració no només va garantir la preservació del manuscrit, sinó que també va posar en valor la seva importància cultural i artística.
El llibre també destaca pel seu valor artístic, on hi ha dues grans miniatures que retraten Jaume I i serveixen com a introducció als dos repertoris de franqueses i privilegis. Aquestes miniatures marquen l'inici d'una estructura jerarquitzada que es manifesta en les vinyetes al començament dels documents de cada monarca. Cada text està encapçalat per caplletres de gran format. Algunes d’aquestes caplletres representen figures històriques com Jaume I, Jaume II, Sanç I, Jaume III, Pere de Portugal, Frederic III de Sicília, Ferran IV de Castella, els papes Innocenci IV i Joan XXII, així com Ramon Berenguer el Vell i la seva esposa.
El Llibre del Reis inclou una imatge destacada del monarca representat com a legislador providencial, assegut en un tron sota un dosser, flanquejat per àngels que el coronen, mentre lliura el còdex de privilegis que el notari Romeu Despoal copia a la part inferior del manuscrit. Aquesta representació, lluny de ser únicament un retrat personal, simbolitza el rol dinàstic del rei com a fundador i garant de les lleis i privilegis del regne.

## Aplecs
El Llibre de franqueses i privilegis del regne de Mallorca recull un conjunt de texts legals que es poden trobar en diverses fonts documentals de l'època. Aquest corpus legal s'ha dividit en tres grans grups, cadascun amb característiques pròpies, que corresponen a les diferents compilacions de textos jurídics i privilegis elaborats durant els segles xiii i xiv. Aquestes recopilacions presenten una evolució tant cronològica com estructural, en què cada nova recopilació es fonamenta en les anteriors, ampliant-les o modificant-les segons les necessitats i canvis legals del moment.

### Primera família: el llibre de Pere de Torrella (1291)
La primera família de manuscrits es remunta al 1291, quan el veguer de Mallorca, Pere de Torrella, va ordenar la creació d'un volum amb finalitats judicials. Aquesta recopilació incloïa al voltant de quaranta documents, majoritàriament privilegis i estatuts atorgats per Jaume I i el seu fill Jaume II. Entre els textos destacaven els Usatges de Barcelona, que actuaven com a dret supletori en matèria penal, fragments dels Evangelis utilitzats per juraments judicials i dates clau relacionades amb conquestes mediterrànies.
Pel que fa a la composició material, aquest manuscrit presenta característiques pròpies dels còdexs gòtics de l’època, amb una enquadernació de pell amb estampacions gofrades i miniatures decoratives sobre pergamí. D'aquest recull inicial es conserva l'original, propietat dels titulars del marquesat de Campo Franco. A més, s'han conservat tres còpies d'aquesta obra: el Còdex Burgues Safortesa, actualment a Alfàbia; una còpia senzilla a l'arxiu de Lluc; i un exemplar a la biblioteca del castell de Peralada, a Girona.

### Segona família: la compilació de Romeu des Poal (1334)
El recull més conegut, de 1337 i conservat a l'Arxiu del Regne de Mallorca, correspon a la segona família d'aplecs. Representa una ampliació significativa del corpus legal mallorquí i va ser impulsat pels Jurats del Regne de Mallorca. Aquesta obra destaca per la seva extensió, amb més de 120 documents que abasten des de 1230 fins a 1339, i per l'organització en dues parts: una en llatí i una traducció al català per facilitar-ne la comprensió.
A més de l'original, hi ha sis còpies conegudes, cinc a l'Arxiu del Regne de Mallorca i la sisena a l'Arxiu de la Corona d'Aragó. Entre les còpies conegudes d'aquesta família destaca el Còdex número 5 de l'Arxiu del Regne de Mallorca, on els documents en català precedeixen els llatins i es un recull parcial de l'original amb una setantena de documents a cada part. El segon manuscrit, conservat a Barcelona, també és una versió reduïda que es copià entre 1339 i 1340 per encàrrec de Jaume III i compta amb il·luminacions atribuïdes a Vidal Abraham, un jueu mallorquí.

### Tercera família: les reformes de Jaume II (1300)
La tercera família és una descoberta més recentment que les altres, fruit de la identificació de manuscrits inèdits a l'Arxiu del Regne de Mallorca. Aquesta família s'inicia amb la revisions i modificacions dels privilegis concedits anteriorment per Jaume I i efectuades per Jaume II. Aquest corpus legal revisat fou aprovat el 30 de gener de 1300 i presentat l'endemà a la Seu. Aquests textos inclouen disposicions sobre qüestions monetàries, normatives judicials i protecció de minories religioses, especialment les comunitats jueves, però Sanç I va retornar al corpus legal de Jaume I. Encara que aquesta família és menys decorada que la segona, manté elements típics dels manuscrits gòtics, com les enquadernacions de pell i l'ús del pergamí.